# Distrito electoral local 10 de Tabasco
El Distrito Electoral Local 10 de Tabasco es uno de los 21 Distritos Electorales en los que se encuentra dividido el territorio del estado de Tabasco. Su cabecera es la ciudad de Villahermosa, en el municipio de Centro, Tabasco.
Desde la redistritación de 2016 está formado por 39 secciones electorales ubicadas en el municipio de Centro, Tabasco.

## Distritación actual

### Distritación electoral de 2016
El 30 de noviembre de 2016, el acuerdo del Consejo Estatal del Instituto de Electoral y de Participación Ciudadana de Tabasco determinó establecer la cabecera del Distrito Electoral Local 10 de Tabasco en la ciudad de Villahermosa, en el municipio de Centro, Tabasco y conformarlo de la siguiente manera:
- Municipio de Centro:  39 secciones; de la 419 a la 448, de la 450 a la 451, de la 454 457, 466, 472, y la sección 478.

## Distritaciones anteriores

### Distritación electoral de 1996
La distritación electoral local de 1996 estableció el distrito en el municipio de Jalapa y su cabecera distrital en la cabecera municipal, Jalapa.

### Distritación electoral de 2002
La redistritación de 2002 mantuvo el distrito en el municipio de Jalapa, con cabecera municipal en la cabecera municipal, Jalapa.

### Distritación electoral de 2011
El acuerdo del Consejo Estatal del Instituto de Electoral y de Participación Ciudadana de Tabasco (IEPCT) publicado en el Periódico Oficial del Estado de Tabasco, el 24 de noviembre de 2011 estableció que el Distrito Electoral Local 10 de Tabasco tuviera cabecera en la ciudad de Villahermosa y cambió la ubicación geográfica al municipio de Centro.

## Diputados por el distrito
| Diputado                             | Partido por el que fue electo (a)                                                                                          | Grupo Parlamentario                  | Legislatura       | Periodo                                           | Cabecera Distrital |
| ------------------------------------ | --- | ------------------------------------ | ----------------- | ------------------------------------------------- | ------------------ |
| Luis Felipe Oropeza Luna             | Partido Revolucionario Institucional                                                                                       | Partido Revolucionario Institucional | LVI Legislatura   | 1 de enero de 1998 - 31 de diciembre de 2000      | Jalapa             |
| Cosme Zurita Castellanos             | Partido Revolucionario Institucional                                                                                       | Partido Revolucionario Institucional | LVII Legislatura  | 1 de enero de 2001 - 31 de diciembre de 2003      | Jalapa             |
| Roger Silvano Pérez Evoli            | Partido de la Revolución Democrática                                                                                       | Partido de la Revolución Democrática | LVIII Legislatura | 1 de enero de 2004 - 31 de diciembre de 2006      | Jalapa             |
| Víctor Manuel Domínguez Sarracino    | Partido Revolucionario Institucional                                                                                       | Partido Revolucionario Institucional | LIX Legislatura   | 1 de enero de 2007 - 31 de diciembre de 2009      | Jalapa             |
| Jesús González González              | Partido de la Revolución Democrática                                                                                       | Partido de la Revolución Democrática | LX Legislatura    | 1 de enero de 2010 - 31 de diciembre de 2012      | Jalapa             |
| Verónica Pérez Rojas                 | Coalición Movimiento Progresista por Tabasco Partido de la Revolución Democrática Partido del Trabajo Movimiento Ciudadano | Partido de la Revolución Democrática | LXI Legislatura   | 1 de enero de 2013 - 31 de diciembre de 2015      | Centro             |
| Juan Manuel Fócil Pérez              | Candidatura Común Partido de la Revolución Democrática Partido Nueva Alianza                                               | Partido de la Revolución Democrática | LXII Legislatura  | 1 de enero de 2016 - 4 de septiembre de 2018      | Centro             |
| Juana María Esther Álvarez Hernández | Movimiento Regeneración Nacional                                                                                           | Movimiento Regeneración Nacional     | LXIII Legislatura | 5 de septiembre de 2018 - 4 de septiembre de 2021 | Centro             |
| Jaime Humberto Lastra Bastar         | Movimiento Regeneración Nacional                                                                                           | Movimiento Regeneración Nacional     | LXIV Legislatura  | Por iniciar                                       | Centro             |